# 젤다 (젤다의 전설)

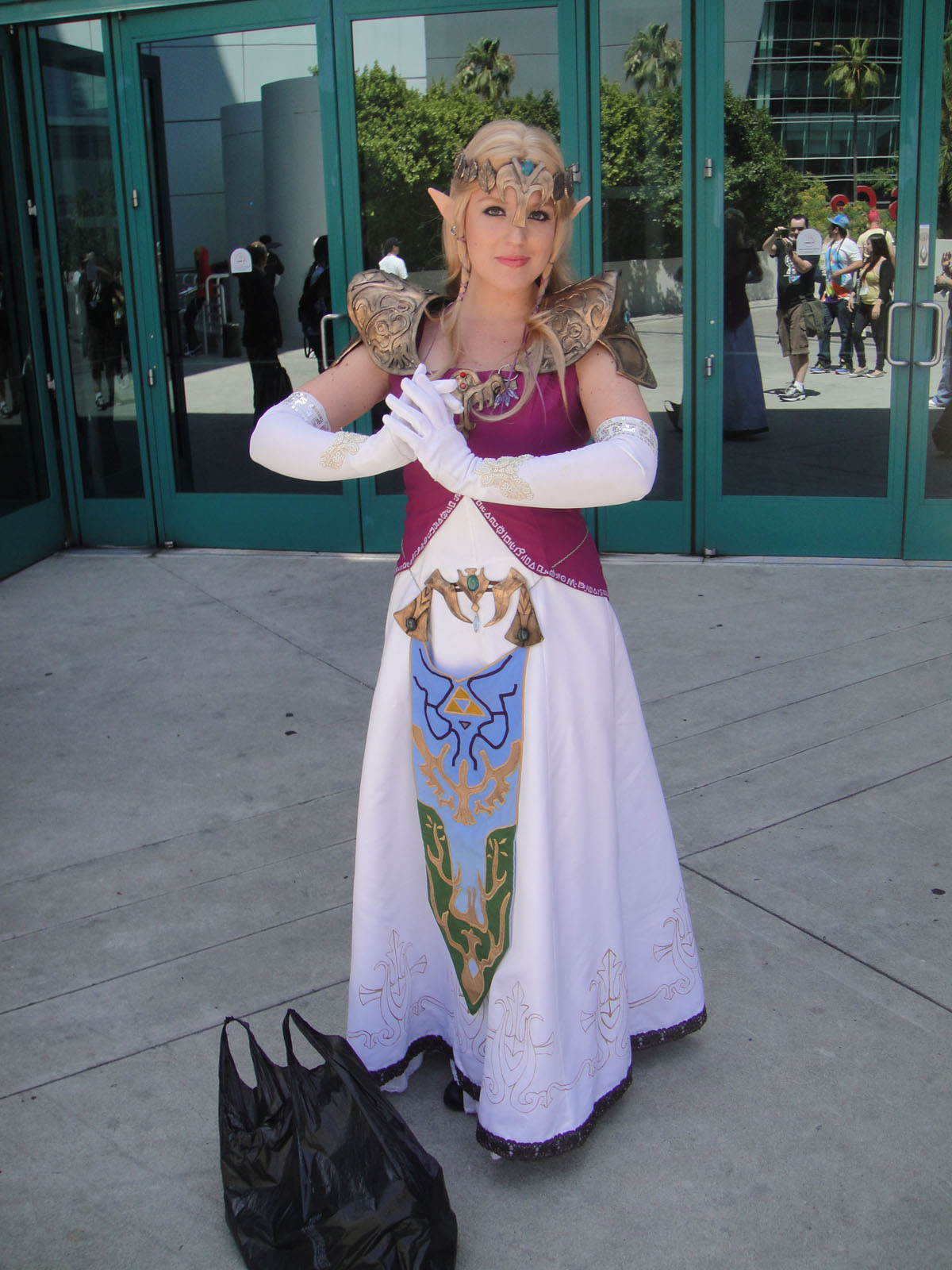
젤다로 사람이 분장한 모습

젤다(일본어: ゼルダ, Zelda)는 닌텐도가 제작한 젤다의 전설 시리즈의 등장인물. 미야모토 시게루에 의해 만들어졌다.
작품마다 다르지만 주로 하이랄왕국의 공주이며 지혜의 트라이포스의 주인이기도 하다.
링크와 마찬가지로 그 디자인이 작품에 따라 많이 변하지만 일자 앞머리를 가진 금발에 푸른눈을 가지고 등장한다. 보통은 납치되는 공주의 역할을 보이지만 몇몇 작품에서는 마법등을 사용하여 링크를 도와 가논돌프를 봉인하기도 한다.
게임에 이름이 젤다의 전설이지만 작중 등장분량이 많지 않아 종종 링크와 혼동되는 경우가 있다.
덕분에 공식에서는 링크가 난 젤다가 아니다 라고 하는 노래도 있다.

## 작중 행적
젤다의 전설 브레스 오브 더 와일드에선 처음에는 자신의 힘을 깨우지 못하나 링크가 죽어갈 때야 자신의 힘을 깨웠다. 그 후 마스터 소드의 목소리를 듣고 링크를 회생의 사당에 잠들게하고 자신은 혼자 가논을 억제하러 자신과 함께 가논을 봉인했다.
젤다의 전설 스카이워드 소드에선 공주가 아닌 스카이워드 소드 학교 교장의 딸로 나오며 사실은 대지의 하일리아 여신이 신이었던 자신의 육체를 버리고 인간의 육체로 환생한 것이 바로 젤다라는 설정으로 나왔다.

## 시크
시크(Sheik)는 젤다의 전설 시간의 오카리나에 등장하는 젤다의 다른 모습이다. 가논돌프의 위험을 피하려고 젤다가 변장한 것으로 알려져 있다. 젤다의 전설 황혼의 공주에서는 시크의 모습이 나오지는 않지만 대난투 스매시브라더스 X에서는 젤다의 전설 황혼의 공주 느낌의 새로운 디자인을 사용하였다.

## 테트라
테트라(Tetra)는 젤다의 전설 바람의 택트와 젤다의 전설 몽환의 모래시계에 등장하는 젤다의 다른 모습이다. 해적을 이끄는 소녀로 등장한다.

## 성우
- 시간의 오카리나: 미즈사와 쥰
- 바람의 택트: 타치바나 히카리
- 대지의 기적: 오마에 아카네
- 신들의 트라이포스: 후지무라 아유미
- 스카이워드 소드, 브레스 오브 더 와일드: 시마무라 유우
- 지혜의 투영: 미우라 치유키